# Epistemología budista
La epistemología budista, la lógica budista o pramāṇa-vāda se refiere a un grupo de pensadores budistas indios que se centraron en el estudio de la epistemología y el razonamiento correcto, a veces denominado hetu-vidya (ciencia de las causas) o pramāṇa en sánscrito.
Los primeros textos budistas muestran que el Buda histórico estaba familiarizado con ciertas reglas de razonamiento utilizadas para debatir y las utilizaba contra sus oponentes. También parece que tenía ciertas ideas sobre la epistemología y el razonamiento, aunque no propuso un sistema lógico o epistemológico. La estructura de las reglas y procesos de debate puede verse en el texto theravada llamado Kathāvatthu.
El primer pensador budista que trató sistemáticamente las cuestiones lógicas y epistémicas fue Vasubandhu en su Vāda-vidhi (Un método para la argumentación), que se vio influido por la obra hindú sobre el razonamiento, el Nyāya-sūtra.
Un sistema maduro de lógica y epistemología budista fue fundado por el erudito budista Dignāga (c. 480-540 CE) en su obra magna, el Pramāṇa-samuccaya. Dharmakirti siguió desarrollando este sistema con varias innovaciones. El Pramanavarttika (Comentario sobre la cognición válida) de Dharmakirti se convirtió en la principal fuente de epistemología y razonamiento del budismo tibetano.